# Arrondissement de Lons-le-Saunier
L'arrondissement de Lons-le-Saunier est une division administrative française, située dans le département du Jura en Bourgogne-Franche-Comté.

## Composition

### Composition avant 2015

Le canton de Lons-le-Saunier avant 2015

- canton d'Arbois
- canton d'Arinthod
- canton de Beaufort
- canton de Bletterans
- canton de Champagnole
- canton de Chaumergy
- canton de Clairvaux-les-Lacs
- canton de Conliège
- canton de Lons-le-Saunier-Nord
- canton de Lons-le-Saunier-Sud
- canton de Nozeroy
- canton d'Orgelet
- canton des Planches-en-Montagne
- canton de Poligny
- canton de Saint-Amour
- canton de Saint-Julien
- canton de Salins-les-Bains
- canton de Sellières
- canton de Voiteur

### Découpage communal depuis 2015
Depuis 2015, le nombre de communes des arrondissements varie chaque année soit du fait du redécoupage cantonal de 2014 qui a conduit à l'ajustement de périmètres de certains arrondissements, soit à la suite de la création de communes nouvelles. Le nombre de communes de l'arrondissement de Lons-le-Saunier est ainsi de 349 en 2015, 337 en 2016, 258 en 2017, 255 en 2018 et 249 en 2019.
Au 1er janvier 2024, l'arrondissement groupe les 249 communes suivantes :
1. Alièze
2. Andelot-en-Montagne
3. Andelot-Morval
4. Ardon
5. Arinthod
6. Arlay
7. Aromas
8. Arsure-Arsurette
9. Augea
10. Augisey
11. Balanod
12. Barésia-sur-l'Ain
13. Baume-les-Messieurs
14. Beaufort-Orbagna
15. Beffia
16. Bief-des-Maisons
17. Bief-du-Fourg
18. Billecul
19. Bletterans
20. Blois-sur-Seille
21. Blye
22. Bois-de-Gand
23. Boissia
24. La Boissière
25. Bonlieu
26. Bonnefontaine
27. Bornay
28. Bourg-de-Sirod
29. Briod
30. Broissia
31. Censeau
32. Cerniébaud
33. Cernon
34. Cesancey
35. La Chailleuse
36. Les Chalesmes
37. Chambéria
38. Champagnole
39. Champrougier
40. Chapelle-Voland
41. Chapois
42. Charcier
43. Charency
44. Charézier
45. La Charme
46. Charnod
47. La Chassagne
48. Château-Chalon
49. Châtelneuf
50. Châtillon
51. Chaumergy
52. Chaux-des-Crotenay
53. La Chaux-en-Bresse
54. Chavéria
55. Chemenot
56. Chêne-Sec
57. Chevreaux
58. Chevrotaine
59. Chille
60. Chilly-le-Vignoble
61. Cize
62. Clairvaux-les-Lacs
63. Cogna
64. Commenailles
65. Condamine
66. Condes
67. Conliège
68. Conte
69. Cornod
70. Cosges
71. Courbette
72. Courbouzon
73. Courlans
74. Courlaoux
75. Cousance
76. Crans
77. Cressia
78. Crotenay
79. Cuisia
80. Cuvier
81. Denezières
82. Desnes
83. Les Deux-Fays
84. Digna
85. Domblans
86. Dompierre-sur-Mont
87. Doucier
88. Doye
89. Dramelay
90. Écrille
91. Entre-deux-Monts
92. Équevillon
93. Esserval-Tartre
94. L'Étoile
95. La Favière
96. Foncine-le-Bas
97. Foncine-le-Haut
98. Fontainebrux
99. Fontenu
100. Foulenay
101. Francheville
102. Fraroz
103. La Frasnée
104. Le Frasnois
105. Frébuans
106. Frontenay
107. Genod
108. Geruge
109. Gevingey
110. Gigny
111. Gillois
112. Gizia
113. Graye-et-Charnay
114. Hautecour
115. Hauteroche
116. Ladoye-sur-Seille
117. Le Larderet
118. Largillay-Marsonnay
119. Larnaud
120. Le Latet
121. La Latette
122. Lavigny
123. Lent
124. Loisia
125. Lombard
126. Longcochon
127. Lons-le-Saunier
128. Loulle
129. Le Louverot
130. Macornay
131. Mantry
132. Marigna-sur-Valouse
133. Marigny
134. Marnézia
135. La Marre
136. Maynal
137. Menétru-le-Vignoble
138. Menétrux-en-Joux
139. Mérona
140. Mesnois
141. Messia-sur-Sorne
142. Mièges
143. Mignovillard
144. Moiron
145. Monnetay
146. Monnet-la-Ville
147. Montagna-le-Reconduit
148. Montaigu
149. Montain
150. Montfleur
151. Montigny-sur-l'Ain
152. Montlainsia
153. Montmorot
154. Montrevel
155. Montrond
156. Mont-sur-Monnet
157. Mournans-Charbonny
158. Moutonne
159. Moutoux
160. Nance
161. Nancuise
162. Les Nans
163. Nevy-sur-Seille
164. Ney
165. Nogna
166. Nozeroy
167. Onglières
168. Onoz
169. Orgelet
170. Pannessières
171. Le Pasquier
172. Passenans
173. Patornay
174. Perrigny
175. Pillemoine
176. Pimorin
177. Le Pin
178. Plainoiseau
179. Plaisia
180. Les Planches-en-Montagne
181. Plénise
182. Plénisette
183. Poids-de-Fiole
184. Pont-de-Poitte
185. Pont-du-Navoy
186. Présilly
187. Publy
188. Quintigny
189. Recanoz
190. Reithouse
191. Relans
192. Les Repôts
193. Revigny
194. Rix
195. Rosay
196. Rotalier
197. Rothonay
198. Ruffey-sur-Seille
199. Rye
200. Saffloz
201. Sainte-Agnès
202. Saint-Amour
203. Saint-Didier
204. Saint-Germain-en-Montagne
205. Saint-Hymetière-sur-Valouse
206. Saint-Lamain
207. Saint-Maur
208. Saint-Maurice-Crillat
209. Sapois
210. Sarrogna
211. Saugeot
212. Sellières
213. Sergenaux
214. Sergenon
215. Sirod
216. Songeson
217. Soucia
218. Supt
219. Syam
220. Thoirette-Coisia
221. Thoiria
222. Thoissia
223. Toulouse-le-Château
224. La Tour-du-Meix
225. Trenal
226. Les Trois-Châteaux
227. Uxelles
228. Val-d'Épy
229. Valempoulières
230. Val-Sonnette
231. Val Suran
232. Valzin en Petite Montagne
233. Vannoz
234. Le Vaudioux
235. Verges
236. Véria
237. Vernantois
238. Le Vernois
239. Vers-en-Montagne
240. Vers-sous-Sellières
241. Vertamboz
242. Vescles
243. Vevy
244. Villeneuve-sous-Pymont
245. Villevieux
246. Le Villey
247. Vincent-Froideville
248. Voiteur
249. Vosbles-Valfin

## Démographie
En 2022, l'arrondissement comptait 104 261 habitants.
| 1968    | 1975    | 1982    | 1990    | 1999    | 2006    | 2011    | 2016    | 2021    |
| ------- | ------- | ------- | ------- | ------- | ------- | ------- | ------- | ------- |
| 116 771 | 118 735 | 120 738 | 120 694 | 121 063 | 125 350 | 126 220 | 104 522 | 104 178 |

| 2022    | - | - | - | - | - | - | - | - |
| ------- | - | - | - | - | - | - | - | - |
| 104 261 | - | - | - | - | - | - | - | - |

## Sous-préfets
| Période         | Période  | Identité          | Fonction précédente | Observation |
| --------------- | -------- | ----------------- | ------------------- | ----------- |
|                 |          |                   |                     |             |
| 30 janvier 2017 | En cours | Stéphane Chipponi |                     |             |